# Tropeti
 Tropeti  falu Horvátországban, a Tengermellék-Hegyvidék megyében. Közigazgatásilag Čabarhoz tartozik.

## Fekvése
Fiumétól 34 km-re északkeletre, községközpontjától 1 km-re északnyugatra, a horvát Hegyvidék nyugati részén a szlovén határ mellett fekszik.

## Története
A településnek 1857-ben 94, 1910-ben 79 lakosa volt. A trianoni békeszerződésig Modrus-Fiume vármegye Čabari járásához tartozott. 2011-ben 12 lakosa volt.

## Lakosság
| Lakosság változása | Lakosság változása | Lakosság változása | Lakosság változása | Lakosság változása | Lakosság változása | Lakosság változása | Lakosság változása | Lakosság változása | Lakosság változása | Lakosság változása | Lakosság változása | Lakosság változása | Lakosság változása | Lakosság változása | Lakosság változása |
| ------------------ | ------------------ | ------------------ | ------------------ | ------------------ | ------------------ | ------------------ | ------------------ | ------------------ | ------------------ | ------------------ | ------------------ | ------------------ | ------------------ | ------------------ | ------------------ |
| 1857               | 1869               | 1880               | 1890               | 1900               | 1910               | 1921               | 1931               | 1948               | 1953               | 1961               | 1971               | 1981               | 1991               | 2001               | 2011               |
| 94                 | 94                 | 67                 | 64                 | 72                 | 79                 | 66                 | 71                 | 64                 | 65                 | 54                 | 62                 | 22                 | 19                 | 13                 | 12                 |

## Nevezetességei
Jézus Szíve tiszteletére szentelt kápolnája a 20. század elején épült.